# 神田伯治
神田 伯治（かんだ はくじ）は、講談師の名跡。
- 神田伯治 - 後∶三代目神田伯龍
- 二代目神田伯治 - 三代目の父、（ - 1902年）
- 三代目神田伯治 - 本項にて記述
- 四代目神田伯治 - 後∶六代目神田伯龍

三代目 神田 伯治（かんだ はくじ、1889年8月30日 - 1940年5月15日）は、講談師。本名∶大沢 順太郎。
得意演目に「天一坊」「柳沢騒動」などがあり、音曲声色もでき、書画も巧みだった。